# X Production
X Production je české hudební vydavatelství, které jde cestou pomoci novým talentům.
Jeho hudební zaměření je velice rozmanité a patří sem kapely hlavně z okrajových žánrů české i zahraniční scény.
X Production má sídlo v Brně a vydala CD cca šesti desítkám umělců. Z české scény např. Skyline, Sunshine, Dark Gamballe, Insania, Silent Stream of Godless Elegy.
Ze zahraničí např. Hooverphonic.